# Jill O'Hara
Jill O'Hara (Warren, 23 agosto 1947) è un'attrice e cantante statunitense.

## Biografia
Dopo aver studiato recitazione all'HB Studio di New York, Jill O'Hara ha debuttato nell'Off Broadway nel 1967, nella produzione originale del musical di grande successo Hair. L'anno successivo debutta a Broadway con il musical George M!, a cui segue nello stesso anno il suo più grande successo con il musical Promises, Promises. Nel musical, scritto da Burt Bacharach, Hal David e Neil Simon, interpretava la giovane Fran e per la sua performance vinse il Theatre World Award e fu candidata al Tony Award alla miglior attrice protagonista in un musical. Da allora ha recitato in altri musical e opere di prosa, tra cui Il costruttore Solness (New York, 1971), Mama (Buffalo, 1972), Two Gentlemen of Verona (tour statunitense, 1973) e Tom Jones (Pittsburgh, 1974).
Dalla fine degli anni settanta, la sua carriera teatrale si è diradata per fare spazio a quella da cabarettista e ha pubblicato due album: Jill O'Hara (1993) e Alone Together (2009).

## Filmografia
- Piccioni, regia di John Dexter (1970)